# Epidendrum neogaliciensis
Epidendrum neogaliciensis là một loài thực vật có hoa trong họ Lan. Loài này được Hágsater & R.González mô tả khoa học đầu tiên năm 1983.